# Rudi Strittich
Rudolf "Rudi" Strittich (3. marts 1922 – 11. juli 2010) var en østrigsk fodboldspiller og -træner, der var landstræner for det danske herrelandshold i 1970-1975. Han spillede fire landskampe for Østrig i årene 1946–1949.

## Spillerkarriere
Strittich var med til at gøre Esbjerg fB til danske mestre i 1961, 1962, 1965 og 1979 og hentede sølv i 1978 og bronze i 1977. Han førte Esbjerg fB til pokalfinalen i 1978.

## Trænerkarriere
Rudi Strittich nåede at være træner i Viborg FF, AaB og ad flere gange Esbjerg fB. Nærmere bestemt var han træner i EfB i perioderne: 1960-1962, 1965-1967 og 1977-1979.